# فرودگاه کوانگ تری
 فرودگاه کوانگ تری (به انگلیسی: Quang Tri Airport) (به زبان بومی: Cảng hàng không Quảng Trị) یک فرودگاه با کد یاتا HOO ? است . این فرودگاه در کشور ویتنام قرار دارد .